# Alex Masi
Alex Masi (Venezia, 14 maggio 1960) è un chitarrista italiano, fondatore dei Dark Lord, poi trasferitosi negli Stati Uniti (Los Angeles) a fine anni '80, dove ha riscosso maggiore successo.

## Biografia
Dopo aver studiato al conservatorio di Verona, suonò nei Ruins e con altri gruppi musicali. Fondò la band Dark Lord, di genere heavy metal con cui pubblicò due EP ed in seguito i Masi che debuttarono con  Fire In The Rain nel 1987, seguito da Downtown Dreamers. Alex decise di dedicarsi all'attività di solista, pubblicando nel 1989 il disco Attack of the Neon Shark, che riscosse consensi da parte della critica e fu premiato con una nomination ai Grammy award come "Best Instrumental Rock Album", nonostante la presenza di alcune parti vocali.
Si avvalse della collaborazione di molti artisti fra cui Jeff Scott Soto, Allan Holdsworth e Frankie Banali e Kuni. Seguì Vertical Invader in cui collaborò il batterista John Macaluso e nel 1995 Tales from the North. Nel 1997 The Watcher, nuovo album dei Masi, seguito da Eternal Straggle dell'anno successivo.
Poco prima di iniziare il progetto solista, Masi venne coinvolto nel supergruppo Black Roses, composto e fondato dal batterista Carmine Appice (Vanilla Fudge, King Kobra, Rod Stewart), il bassista Chuck Wright Mick Sweda (ex King Kobra, BulletBoys), assieme al cantante Mark Free, tutti riuniti soltanto per comporre la colonna sonora del film horror omonimo Black Roses (1988). Nel 1998 Alex Masi iniziò una trilogia di album dedicati a musicisti classici: In the Name of Bach, In the Name of Mozart e In the Name of Beethoven Nel 2006 da solista realizza Late Nights At Desert's Rimrock sempre con John Macaluso.
Grazie a questa lunga collaborazione decise di fondare i MCM insieme a Randy Coven e Macaluso, realizzando prima Ritual Factory nel 2004, e il live album 1900: Hard Times nel 2007. A cominciare dal 2009 Alex Masi inizia a registrare usando nuove tecnologie e sperimenta con nuove sonorità e contesti ritmici/armonici. Il primo frutto di questa nuova fase esce nel 2010 con il titolo di Theory of Everything nel quale appare il pezzo Ladies of the House che ottiene un notevole successo nelle radio di molti paesi del mondo. Il secondo album di questo periodo heavy/techno si intitola Danger Zone viene pubblicato nel dicembre 2013 e si impone subito con il primo singolo Front Line Theory come un ulteriore passo avanti nel processo di evoluzione musicale di Masi.

## Discografia

### Come Alex Masi
- 1989 - Attack of the Neon Shark
- 1990 - Vertical Invader
- 1995 - Tales from the North
- 2001 - In the Name of Bach
- 2001 - Steel String Bach
- 2004 - In the Name of Mozart
- 2004 - Ritual Factory
- 2005 - In the Name of Beethoven
- 2006 - Late Nights At Desert's Rimrock
- 2010 - Theory of Everything
- 2013 - Danger Zone

### Con i Dark Lord
- 1984 - Dark Lord
- 1985 - State of Rock
- 1988 - It's Nigh' Time
- 2005 - The Metal Years

### Con i Masi
- 1987 - Fire in the Rain
- 1988 - Downtown Dreamers
- 1997 - The Watcher
- 2001 - Eternal Straggle

### Con i Condition Red
- 2000 - I
- 2003 - II

### Con gli MCM (Masi, Coven, Macaluso)
- 2004 - Ritual Factory
- 2007 - 1900: Hard Times

### Altri album
- 1989 - Shout - In Your Face
- 2000 - Brian McDonald - Wind It Up
- 2004 - War & Peace - The Walls Have Eyes
- 2006 - Joseph Williams - Vertigo 2
- 2007 - John Macaluso & Union Radio - The Radio Waves Goodbye

### Colonne sonore
- 1988  Black Roses
- 1997 - Night of the Demons III